# موری اسکندانی
موری اسکندانی (انگلیسی: Mori Eskandani؛ زادهٔ ) یک بازیکن پوکر آمریکایی ایرانی تبار است.